# Gran Premio de Gran Bretaña de Motociclismo de 1987
El Gran Premio de Gran Bretaña de Motociclismo de 1987 fue la novena prueba de la temporada 1987 del Campeonato Mundial de Motociclismo. El Gran Premio se disputó el 8 y el 2 de agosto de 1987 en el Circuito de Donington.

## Resultados 500cc
Dentro de la categoría reina, lección para el excampeón Freddie Spencer, que había dejado atrás sus problemas físicos pero se vio frenado por los problemas mecánicos de su motocicleta. El triunfo fue para el estadounidense Eddie Lawson en el que fue su tercer triunfo.
| Pos.     | Piloto              | Equipo    | Tiempo    | Pts. |  |
| -------- | ------------------- | --------- | --------- | ---- |  |
| 1        | Eddie Lawson        | Yamaha    | 50.09.77  | 15   |  |
| 2        | Wayne Gardner       | Honda     | 50.14.38  | 12   |  |
| 3        | Randy Mamola        | Yamaha    | 50.24.69  | 10   |  |
| 4        | Christian Sarron    | Yamaha    | 50.31.21  | 8    |  |
| 5        | Niall Mackenzie     | Yamaha    | 50.34.41  | 6    |  |
| 6        | Didier de Radiguès  | Cagiva    | 50.41.31  | 5    |  |
| 7        | Ron Haslam          | Elf-Honda | 50.41.70  | 4    |  |
| 8        | Tadahiko Taira      | Yamaha    | 50.42.74  | 3    |  |
| 9        | Roger Burnett       | Honda     | 50.45.73  | 2    |  |
| 10       | Kenny Irons         | Suzuki    | 51.01.91  | 1    |  |
| 11       | Shungi Yatsushiro   | Honda     | 51.17.35  |      |  |
| 12       | Pierfrancesco Chili | Honda     | 51.25.73  |      |  |
| 13       | Richard Scott       | Yamaha    | 51.31.21  |      |  |
| 14       | Marco Gentile       | Fior      | 51.33.20  |      |  |
| 15       | Fabio Biliotti      | Honda     | 51.33.89  |      |  |
| 16       | Wolfgang von Muralt | Suzuki    | 1 Vuelta  |      |  |
| 17       | Bruno Kneubühler    | Honda     | 1 Vuelta  |      |  |
| 18       | Hervé Guilleux      | Fior      | 1 Vuelta  |      |  |
| 19       | Alessandro Valesi   | Honda     | 1 Vuelta  |      |  |
| 20       | Joey Dunlop         | Honda     | 1 Vuelta  |      |  |
| 21       | Louis-Luc Maisto    | Honda     | 1 Vuelta  |      |  |
| 22       | Alan Irwin          | Honda     | 1 Vuelta  |      |  |
| 23       | Maarten Duyzers     | Honda     | 1 Vuelta  |      |  |
| 24       | Fabio Barchitta     | Honda     | 1 Vuelta  |      |  |
| 25       | Silvo Habat         | Honda     | 2 Vueltas |      |  |
| 26       | Hennie Boerman      | Assmex    | 2 Vueltas |      |  |
| Ret      | Robert McElnea      | Yamaha    | Ret       |      |  |
| Ret      | Simon Buckmaster    | Honda     | Ret       |      |  |
| Ret      | Roger Marshall      | Suzuki    | Ret       |      |  |
| Ret      | Gustav Reiner       | Honda     | Ret       |      |  |
| Ret      | Andy McGladdery     | Honda     | Ret       |      |  |
| Ret      | Mark Phillips       | Suzuki    | Ret       |      |  |
| Ret      | Steve Henshaw       | Suzuki    | Ret       |      |  |
| Ret      | Manfred Fischer     | Honda     | Ret       |      |  |
| Ret      | Ray Swann           | Honda     | Ret       |      |  |
| Ret      | Freddie Spencer     | Honda     | Ret       |      |  |
| DNQ      | Alan Jeffrey        | Suzuki    | DNQ       |      |  |
| DNQ      | Andreas Leuthe      | Honda     | DNQ       |      |  |
| DNQ      | Ian Pratt           | Suzuki    | DNQ       |      |  |
| DNQ      | Dennis Ireland      | Suzuki    | DNQ       |      |  |
| DNQ      | Moreno Vacondio     | Suzuki    | DNQ       |      |  |
| DNQ      | Josef Doppler       | Honda     | DNQ       |      |  |
| DNQ      | Steve Manley        | Suzuki    | DNQ       |      |  |
| DNQ      | Claus Wulff         | Suzuki    | DNQ       |      |  |
| Sources: |                     |           |           |      |  |

## Resultados 250cc
En el cuarto de litro, el alemán Anton Mang obtuvo el quinto triunfo de la temporada, colocándose al frente de la clasificación general a su compatriota Reinhold Roth, que acabó quinto. El podio lo completaron el italiano Loris Reggiani y el también alemán Martin Wimmer.
| Pos. | Piloto                    | Moto       | Tiempo   | Pts. |
| ---- | ------------------------- | ---------- | -------- | ---- |
| 1    | Anton Mang                | Honda      | 44.54.26 | 15   |
| 2    | Loris Reggiani            | Aprilia    | 44.54.42 | 12   |
| 3    | Martin Wimmer             | Yamaha     | 44.55.69 | 10   |
| 4    | Jacques Cornu             | Honda      | 44.57.74 | 8    |
| 5    | Reinhold Roth             | Honda      | 44.58.67 | 6    |
| 6    | Patrick Igoa              | Yamaha     | 44.59.17 | 5    |
| 7    | Sito Pons                 | Honda      | 45.16.09 | 4    |
| 8    | Carlos Cardús             | Honda      | 45.22.75 | 3    |
| 9    | Dominique Sarron          | Honda      | 45.26.77 | 2    |
| 10   | Manfred Herweh            | Honda      | 45.48.57 | 1    |
| 11   | Stefano Caracchi          | Honda      | 45.48.80 |      |
| 12   | Donnie McLeod             | EMC        | 45.49.27 |      |
| 13   | Maurizio Vitali           | Garelli    | 45.49.30 |      |
| 14   | Jean-Philippe Ruggia      | Yamaha     | 45.49.80 |      |
| 15   | Garry Cowan               | Honda      | 45.58.10 |      |
| 16   | Jean-Michel Mattioli      | Yamaha     | 45.58.39 |      |
| 17   | Alain Bronec              | Honda      | 45.59.17 |      |
| 18   | Harald Eckl               | Honda      | 45.59.38 |      |
| 19   | Kevin Mitchell            | Yamaha     | 46.07.92 |      |
| 20   | Guy Bertin                | Honda      | 46.12.55 |      |
| 21   | Hans Lindner              | Honda      | 46.17.58 |      |
| 22   | Jochen Schmid             | Yamaha     | 46.23.51 |      |
| 23   | Patrick van den Goorbergh | Honda      | 46.25.67 |      |
| 24   | Andy Machin               | Rotax      | 46.29.36 |      |
| 25   | Bernard Haenggeli         | Yamaha     | 46.37.58 |      |
| 26   | Rob Orme                  | Yamaha     | 1 Vuelta |      |
| 27   | Hervé Duffard             | Honda      | 1 Vuelta |      |
| 28   | Christian Boudinot        | Fior       | 1 Vuelta |      |
| Ret  | Carlos Lavado             | Yamaha     | Ret      |      |
| Ret  | René Delaby               | Yamaha     | Ret      |      |
| Ret  | Stéphane Mertens          | Honda      | Ret      |      |
| Ret  | Jean-François Baldé       | Honda      | Ret      |      |
| Ret  | Luca Cadalora             | Yamaha     | Ret      |      |
| Ret  | Ivan Palazzese            | Yamaha     | Ret      |      |
| Ret  | Nigel Bosworth            | Yamaha     | Ret      |      |
| Ret  | Marcellino Lucchi         | Honda      | Ret      |      |
| DNQ  | Bruno Bonhuil             | Honda      | DNQ      |      |
| DNQ  | Gerard van der Wal        | Assmex     | DNQ      |      |
| DNQ  | Jean Foray                | Chevallier | DNQ      |      |
| DNQ  | Urs Lüzi                  | Honda      | DNQ      |      |
| DNQ  | Steve Patrickson          | Yamaha     | DNQ      |      |
| DNQ  | Ian Newton                | Honda      | DNQ      |      |
| DNQ  | Carl Fogarty              | Honda      | DNQ      |      |
| DNQ  | Takayoshi Yamamoto        | Yamaha     | DNQ      |      |
| DNQ  | Cees Doorakkers           | Honda      | DNQ      |      |
| DNQ  | Siegfried Minich          | Honda      | DNQ      |      |
| DNQ  | Frank Wagner              | Honda      | DNQ      |      |
| DNQ  | Gary Noel                 | Exactweld  | DNQ      |      |
| DNQ  | Alberto Rota              | Honda      | DNQ      |      |

## Resultados 125cc
El título de esta categoría cae en manos del italiano Fausto Gresini que obtuvo el séptimo triunfo en siete carreras. En la clasificación, Gresini ya tiene 41 puntos de ventaja sobre su compañero de equipo Bruno Casanova. El segundo puesto fue para el italiano Pier Paolo Bianchi y el francés Jean-Claude Selini.
| Pos. | Piloto                 | Moto       | Tiempo    | Pts. |
| ---- | ---------------------- | ---------- | --------- | ---- |
| 1    | Fausto Gresini         | Garelli    | 43.54.50  | 15   |
| 2    | Pier Paolo Bianchi     | MBA        | 44.14.11  | 12   |
| 3    | Jean-Claude Selini     | MBA        | 44.35.65  | 10   |
| 4    | Johnny Wickström       | Tunturi    | 44.43.49  | 8    |
| 5    | Ezio Gianola           | Honda      | 44.49.15  | 6    |
| 6    | Gastone Grassetti      | MBA        | 45.00.25  | 5    |
| 7    | Lucio Pietroniro       | MBA        | 45.00.84  | 4    |
| 8    | Jussi Hautaniemi       | MBA        | 45.00.94  | 3    |
| 9    | Robin Milton           | MBA        | 45.02.42  | 2    |
| 10   | Iván Troisi            | MBA        | 45.06.60  | 1    |
| 11   | Flemming Kistrup       | MBA        | 45.23.68  |      |
| 12   | Olivier Liégeois       | Assmex     | 45.32.42  |      |
| 13   | Thierry Feuz           | MBA        | 45.32.56  |      |
| 14   | Willy Pérez            | Zanella    | 45.33.15  |      |
| 15   | Mick McGarrity         | MBA        | 1 Vuelta  |      |
| 16   | Fernando González      | Cobas      | 1 Vuelta  |      |
| 17   | Jacques Hutteau        | MBA        | 1 Vuelta  |      |
| 18   | Thomas Møller-Pedersen | MBA        | 1 Vuelta  |      |
| 19   | Christian Le Badezet   | MBA        | 1 Vuelta  |      |
| 20   | Mark Carkeek           | Scitsu     | 1 Vuelta  |      |
| 21   | Allan Scott            | EMC        | 1 Vuelta  |      |
| 22   | Hubert Abold           | Honda      | 1 Vuelta  |      |
| 23   | Krysztof Galatowicz    | Honda      | 1 Vuelta  |      |
| 24   | Paul Bordes            | MBA        | 1 Vueltas |      |
| 25   | Steve Mason            | MBA        | 2 Vueltas |      |
| 26   | Robin Appleyard        | MBA        | 3 Vueltas |      |
| Ret  | Bruno Casanova         | Garelli    | Ret       |      |
| Ret  | Corrado Catalano       | MBA        | Ret       |      |
| Ret  | Mike Leitner           | MBA        | Ret       |      |
| Ret  | Domenico Brigaglia     | Moto AGV   | Ret       |      |
| Ret  | Andrés Sánchez         | Ducados    | Ret       |      |
| Ret  | Adi Stadler            | MBA        | Ret       |      |
| Ret  | Bady Hassaine          | MBA        | Ret       |      |
| Ret  | Peter Sommer           | MBA        | Ret       |      |
| Ret  | Esa Kytölä             | MBA        | Ret       |      |
| Ret  | Håkan Olsson           | Starol     | DNS       |      |
| DNQ  | Doug Flather           | Honda      | DNQ       |      |
| DNQ  | Garry Dickinson        | MBA        | DNQ       |      |
| DNQ  | Ken Beckett            | MBA        | DNQ       |      |
| DNQ  | Reg Lennon             | Morbidelli | DNQ       |      |
| DNQ  | Tim Salveson           | MBA        | DNQ       |      |
| DNQ  | Dave Browns            | MBA        | DNQ       |      |

## Resultados 80cc
A falta de tres pruebas para la finalización del Mundial, el español Jorge Martínez Aspar con 48 puntos de ventaja sobre su seguidor el alemán Gerhard Waibel, gana la carrera y se proclama campeón de la categoría por segundo año consecutivo.
| Pos. | Piloto               | Moto      | Tiempo    | Pts. |  |
| ---- | -------------------- | --------- | --------- | ---- |  |
| 1    | Jorge Martínez Aspar | Derbi     | 34.20.99  | 15   |  |
| 2    | Ian McConnachie      | Krauser   | 34.38.27  | 12   |  |
| 3    | Gerhard Waibel       | Krauser   | 34.41.40  | 10   |  |
| 4    | Luis Miguel Reyes    | Autisa    | 35.01.47  | 8    |  |
| 5    | Jörg Seel            | Seel      | 35.01.74  | 6    |  |
| 6    | Josef Fischer        | Krauser   | 35.22.92  | 5    |  |
| 7    | Günter Schirnhofer   | Krauser   | 35.27.25  | 4    |  |
| 8    | Hubert Abold         | Krauser   | 35.30.65  | 3    |  |
| 9    | Paolo Priori         | Krauser   | 35.35.52  | 2    |  |
| 10   | Jacques Bernard      | Huvo      | 35.35.98  | 1    |  |
| 11   | Heinz Paschen        | Casal     | 36.07.14  |      |  |
| 12   | René Dünki           | Krauser   | 36.07.38  |      |  |
| 13   | Alojz Pavlič         | Seel      | 36.07.97  |      |  |
| 14   | Serge Julin          | Casal     | 36.09.68  |      |  |
| 15   | Theo Timmer          | Casal     | 1 Vuelta  |      |  |
| 16   | Lionel Robert        | SPR       | 1 Vuelta  |      |  |
| 17   | Reiner Koster        | Kroko     | 1 Vuelta  |      |  |
| 18   | Paul Bordes          | RB        | 1 Vuelta  |      |  |
| 19   | Thomas Engl          | GPE       | 1 Vuelta  |      |  |
| 20   | Dennis Batchelor     | Krauser   | 1 Vuelta  |      |  |
| 21   | Doug Flather         | Wicks     | 1 Vuelta  |      |  |
| 22   | Stuart Edwards       | Casal     | 1 Vuelta  |      |  |
| 23   | Steve Lawton         | Eberhardt | 2 Vueltas |      |  |
| 24   | John Cresswell       | Lusuardi  | 2 Vueltas |      |  |
| Ret  | Stefan Dörflinger    | Krauser   | Ret       |      |  |
| Ret  | Jos van Dongen       | Krauser   | Ret       |      |  |
| Ret  | Wilco Zeelenberg     | Casal     | Ret       |      |  |
| Ret  | Steve Mason          | Huvo      | Ret       |      |  |
| Ret  | Hans Spaan           | Casal     | Ret       |      |  |
| Ret  | Juan Ramón Bolart    | Krauser   | Ret       |      |  |
| Ret  | Herri Torrontegui    | JJ Cobas  | Ret       |      |  |
| Ret  | Chris Baert          | Seel      | Ret       |      |  |
| Ret  | Karoly Juhasz        | Krauser   | Ret       |      |  |
| Ret  | Richard Bay          | Ziegler   | Ret       |      |  |
| DNS  | Manuel Herreros      | Derbi     | DNS       |      |  |